# 1934 a jogalkotásban
1934-ben az alábbi jogszabályokat alkották meg:

## Magyarország

### Törvények
- 1934. évi I. törvénycikk   A közszolgálati alkalmazottaknak és a honvédség tagjainak, valamint mindezek hozzátartozóinak ellátását szabályozó rendelkezések módosításáról
- 1934. évi II. törvénycikk Az ügyvédi rendtartás újabb módosításáról
- 1934. évi III. törvénycikk A zugírászatról
- 1934. évi IV. törvénycikk A magyar tengerhajózási vállalatok kedvezményeiről
- 1934. évi V. törvénycikk A külföldi áruk származási helye hamis megjelölésének megakadályozása tárgyában Madridban 1891. évi április hó 14-én kelt, Washingtonban 1911. évi június hó 2-án és Hágában 1925. évi november hó 6-án felülvizsgált nemzetközi megállapodás becikkelyezéséről
- 1934. évi VI. törvénycikk A Budapesten 1931. évi november hó 28. napján kelt magyar-lengyel légiforgalmi egyezmény becikkelyezéséről
- 1934. évi VII. törvénycikk A Budapesten 1933. évi január hó 13-án kelt magyar-német légiforgalmi egyezmény becikkelyezéséről
- 1934. évi VIII. törvénycikk A Magyar Nemzeti Múzeumról
- 1934. évi IX. törvénycikk Az Országos Irodalmi és Művészeti Tanácsról
- 1934. évi X. törvénycikk A Magyar Királyi József Nádor Műszaki és Gazdaságtudományi Egyetem szervezéséről
- 1934. évi XI. törvénycikk  A középiskoláról
- 1934. évi XII. törvénycikk A Budapest székesfőváros közigazgatásáról szóló 1930. évi XVIII. törvénycikk egyes rendelkezéseinek módosításáról
- 1934. évi XIII. törvénycikk Az 1927. évi V. törvénycikk III. fejezetében foglalt - önkormányzati háztartási - rendelkezések hatályának meghosszabbításáról
- 1934. évi XIV. törvénycikk Az 1934/35. évi állami költségvetésről
- 1934. évi XV. törvénycikk A gazdasági és hitelélet rendjének, továbbá az államháztartás egyensúlyának biztosításáról alkotott 1931. évi XXVI. törvénycikkben a minisztériumnak adott felhatalmazás további meghosszabbításáról
- 1934. évi XVI. törvénycikk Az ország Szent Koronája mindkét őrének megválasztásáról
- 1934. évi XVII. törvénycikk A gyógyfürdőkről, az éghajlati gyógyintézetekről, a gyógyhelyekről, az üdülőhelyekről és az ásvány- és gyógyvízforrásokról szóló 1929. évi XVII. törvénycikk egyes rendelkezéseinek kiegészítéséről
- 1934. évi XVIII. törvénycikk A hűtlenség szigorúbb büntetéséről
- 1934. évi XIX. törvénycikk A magyar tengeri kereskedelmi hajók személyzetének szolgálati rendtartásáról
- 1934. évi XX. törvénycikk A kereskedelmi és iparkamarákról szóló 1868. évi VI. törvénycikk némely rendelkezésének módosításáról
- 1934. évi XXI. törvénycikk Egyes közmunkák költségeinek fedezéséről, valamint egyes termelő, értékesítő és fogyasztási szövetkezetek hatékonyabb működésének biztosításáról
- 1934. évi XXII. törvénycikk Magyarországnak az Állandó Nemzetközi Bíróság kötelező igénybevételét kimondó okmányhoz való hozzájárulása meghosszabbításáról
- 1934. évi XXIII. törvénycikk Az Országos Ügyvédi Gyám- és Nyugdíjintézetről
- 1934. évi XXIV. törvénycikk A kivándorlásról szóló 1909. évi II. törvénycikkel létesített kivándorlási alap rendeltetésének módosítása tárgyában
- 1934. évi XXV. törvénycikk  Egyes külállamokkal való kereskedelmi és forgalmi viszonyaink rendezéséről